# Cosmos 11
Cosmos 11 (en cirílico, Космос 11) fue un satélite artificial soviético perteneciente a la clase de satélites DS y lanzado el 20 de octubre de 1962 mediante un cohete Kosmos-2I desde Kapustin Yar.

## Objetivos
El objetivo de Cosmos 11 fue realizar experimentos de comunicación y navegación para cubrir las necesidades de las fuerzas nucleares soviéticas. También realizó estudios sobre rayos cósmicos, sobre la radiación proveniente de las pruebas nucleares, sobre los cinturones de radiación y sobre la ionosfera.

## Características
Cosmos 11 tenía una masa de 315 kg y reentró en la atmósfera el 18 de mayo de 1964. Para los estudios ionosféricos empleó un transmisor Mayak funcionando a 20,0048 y 90,022 MHz. El satélite fue inyectado en una órbita con un perigeo de 240 km y un apogeo de 858 km, con una inclinación orbital de 48,9 grados y un periodo de 95,6 minutos.

## Resultados
Los resultados obtenidos con el transmisor Mayak del Cosmos 11 fueron utilizados en el refinamiento de modelos y fórmulas para determinar la concentración de electrones en la ionosfera.